# Moderatorvariable
Eine Moderatorvariable (oder kurz: Moderator) bezeichnet in der Statistik eine Variable C, von der abhängt, wie der Effekt einer Variable A auf eine andere Variable B ausfällt.

Moderatorvariablen werden zum Beispiel in der Metaanalyse benötigt, um die Effektgrößen von Variablen zu bestimmen und anzugleichen.